# Sojus MS-10
Sojus MS-10 war ein abgebrochener Flug des russischen Raumschiffs Sojus zur Internationalen Raumstation. Im Rahmen des ISS-Programms trägt der Flug die Bezeichnung ISS AF-56S. Es sollte der 56. Besuch eines Sojus-Raumschiffs an der ISS und der 162. Flug im Sojusprogramm werden. Jedoch musste der Flug nach zwei Minuten wegen eines Problems bei der Stufentrennung abgebrochen werden. Das Raumschiff mit zwei Raumfahrern konnte erfolgreich notlanden.

## Besatzung

### Hauptbesatzung
- Alexei Owtschinin (2. Raumflug), Kommandant (Russland/Roskosmos)
- Nick Hague (1. Raumflug), Bordingenieur (USA/NASA)

### Ursprüngliche Ersatzmannschaft
- Oleg Skripotschka (3. Raumflug), Kommandant (Russland/Roskosmos)
- Shannon Walker (2. Raumflug), Bordingenieurin (NASA/USA)

### Ersatzmannschaft seit Juni 2018
- Oleg Kononenko (4. Raumflug), Kommandant (Russland/Roskosmos)
- David Saint-Jacques (1. Raumflug), Bordingenieur (Kanada/CSA)

### Geplante Rückkehrbesatzung
- Alexei Owtschinin, Kommandant (Russland/Roskosmos)
- Nick Hague, Bordingenieur (USA/NASA)
- ein Raumfahrer der Vereinigten Arabischen Emirate. Der Hinflug war mit Sojus MS-12 geplant,[3] aufgrund der fehlenden Rückflugmöglichkeit wurde der Flug dieses Kosmonauten nicht durchgeführt.[4]

## Missionsbeschreibung
Die Mission sollte zwei Besatzungsmitglieder der ISS-Expeditionen 57 und 58 zur Internationalen Raumstation bringen. Ursprünglich sollte auch Nikolai Tichonow mit Sojus MS-10 zur ISS fliegen. Er wurde allerdings von Roskosmos wie schon bei Sojus MS-04 aus der Mission genommen. Der Grund war diesmal eine weitere Verzögerung beim geplanten Start des russischen Forschungsmoduls Naúka. Auf dem Rückflug sollte den freien Platz ein Raumfahrer der Vereinigten Arabischen Emirate einnehmen, der einen Kurzzeitaufenthalt auf der ISS plante.

## Abbruch der Mission und Notlandung
Knapp zwei Minuten nach dem Start wurde planmäßig die Abtrennung der aus vier Boostern bestehenden ersten Stufe der Sojus-Trägerrakete eingeleitet. Hierbei werden die Booster zuerst am unteren Ende gelöst und rotieren nach außen. Dann öffnet sich im oberen Bereich der Booster jeweils ein Ventil, durch das der verbliebene Sauerstoff aus deren Tanks strömt. Durch den Rückstoß trudeln sie von der Rakete weg. Beim Zusammenbau der MS-10-Rakete war an der Kupplung eines der Booster der Stift des elektrischen Positionssensors B4411-0A um lediglich 6,72° verbogen worden und blockierte in der Buchse. Es wurde kein Signal zum Öffnen des Ventils gegeben. Der Booster wurde nicht weggestoßen, sondern kollidierte mit der zweiten Stufe und beschädigte deren Tank. Infolgedessen versagte die Lageregelung und die Rakete geriet in eine Drehbewegung. Dies aktivierte in etwa 50 Kilometern Höhe – wie in solchen Fällen vorgesehen – automatisch das Rettungssystem, das das Raumschiff von der Rakete trennt und aus dem Gefahrenbereich manövriert. Zu diesem Zeitpunkt kam nicht mehr die wenige Sekunden vorher planmäßig abgeworfene Rettungsrakete an der Spitze zum Einsatz, sondern es zündeten spezielle Triebwerke an der Nutzlastverkleidung von Sojus MS-10. Anschließend wurde die Notlandung eingeleitet, wobei das Landemodul in einem steileren Winkel als bei einer Landung aus der Umlaufbahn heraus auf die Erde zurückkehrte. Die Landestelle lag 32 Kilometer südöstlich der Stadt Schesqasghan in der kasachischen Steppe. Such- und Rettungsteams machten sich unmittelbar nach dem Vorfall auf den Weg zum erwarteten Ankunftsort des Raumschiffs. Die Besatzung war unversehrt und wurde anschließend zurück nach Baikonur gebracht. Eine staatliche Kommission untersuchte den Vorfall und legte einen vorläufigen Bericht vor. Der Abschlussbericht war für den 30. Oktober 2018 angekündigt, eine Pressekonferenz dazu fand am 1. November statt.

## Galerie

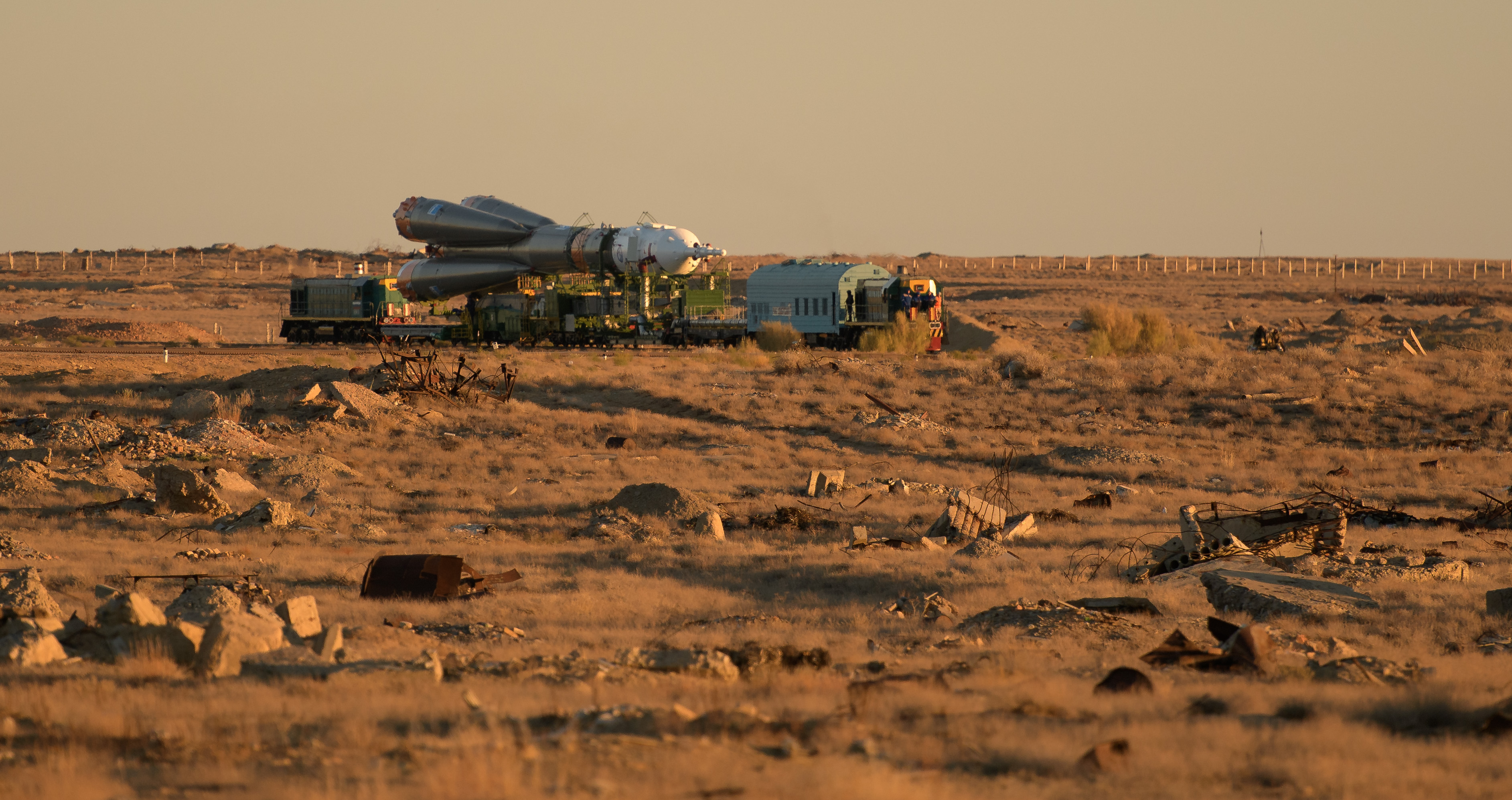
Der Rollout der Rakete am 9. Oktober 2018
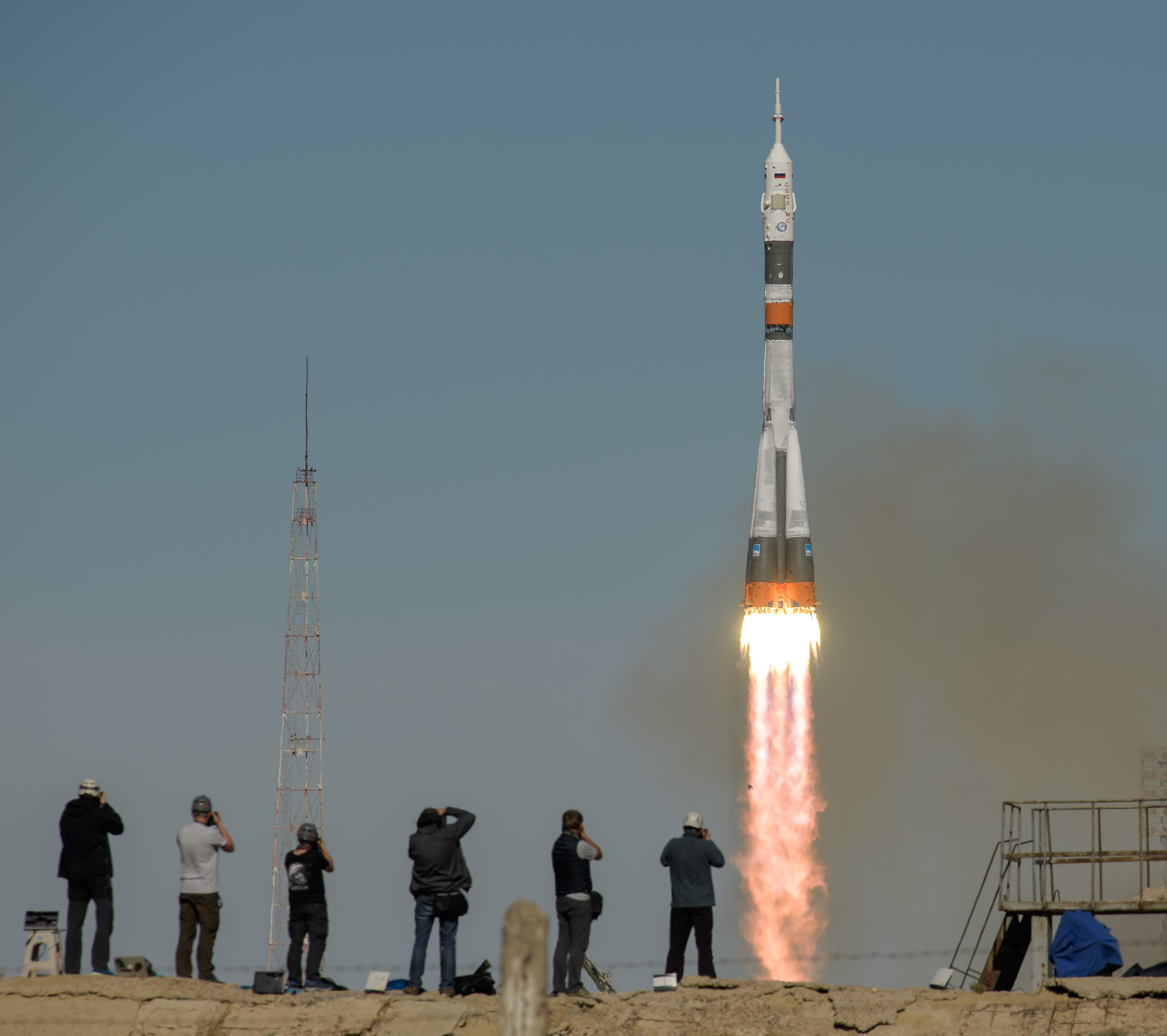
Der Start am 11. Oktober
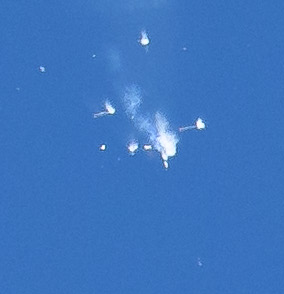
Sojus MS-10 kurz nach dem Abtrennen der Booster
Sojus MS-10 während des Startabbruchs
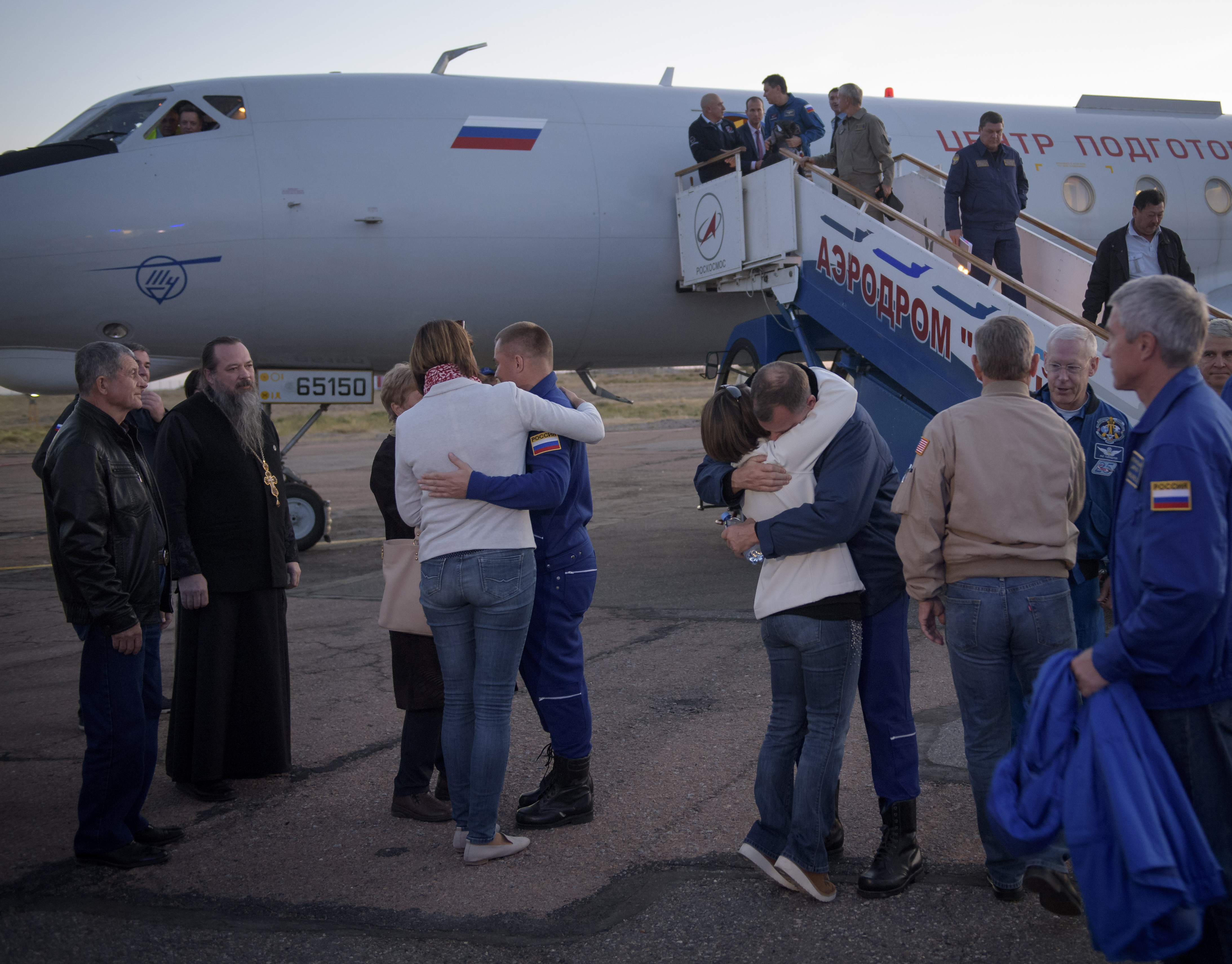
Die Crew bei der Wiederankunft in Baikonur